# Kamenica (Valjevo)
Kamenica (Valjevo) (em cirílico: Каменица) é uma vila da Sérvia localizada no município de Valjevo, pertencente ao distrito de Kolubara. A sua população era de 866 habitantes segundo o censo de 2011.

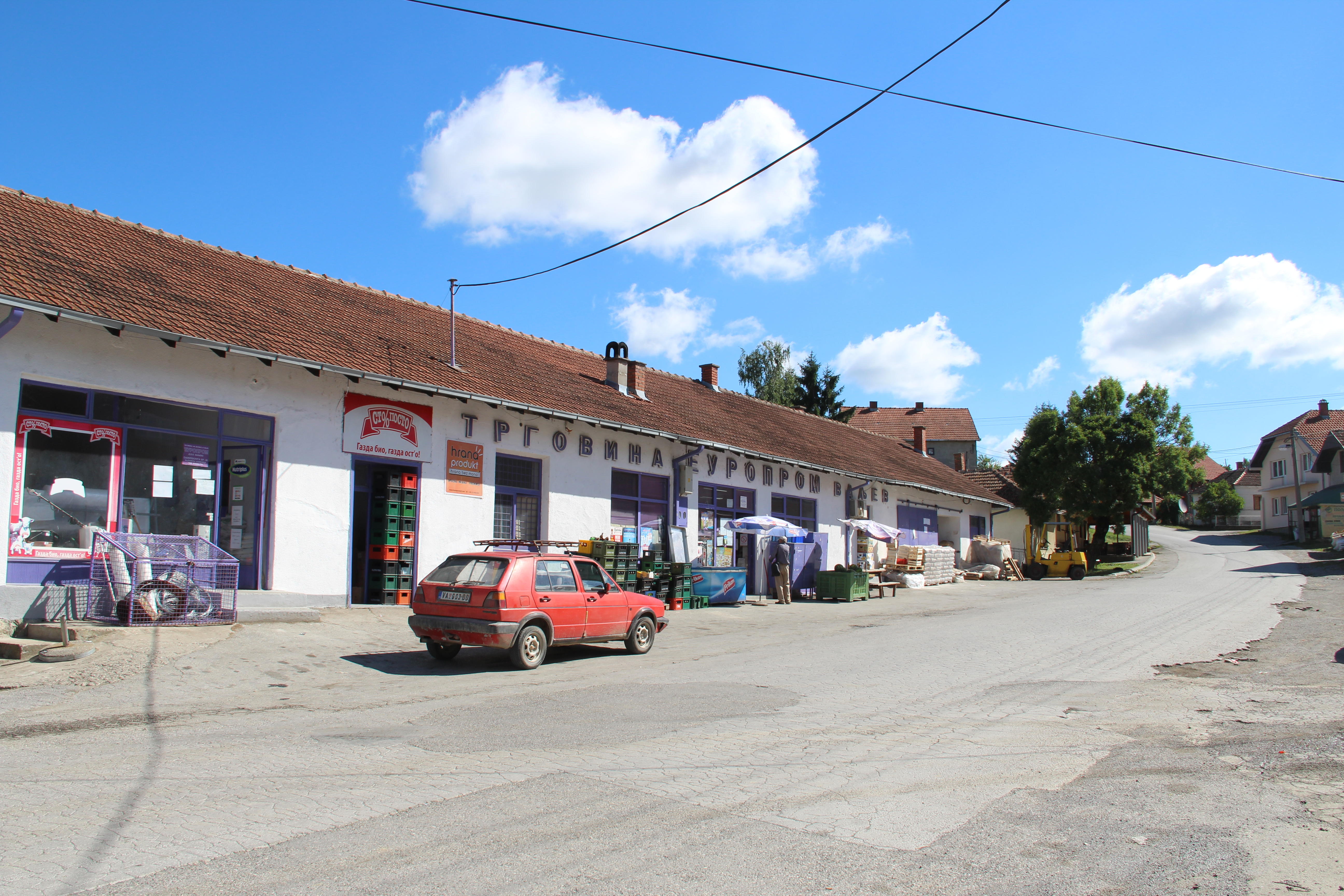
Valjevska Kamenica - Panorama
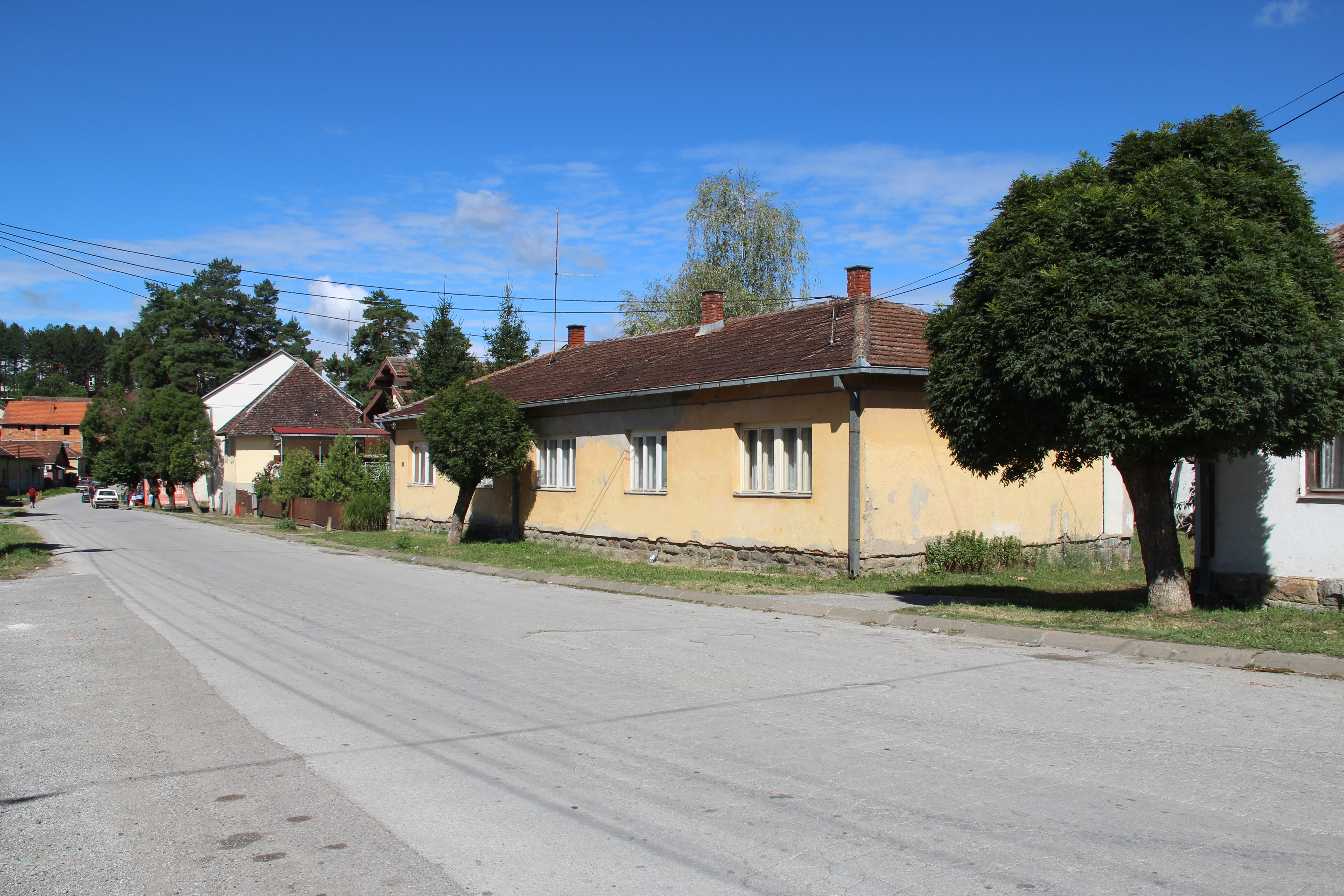
Valjevska Kamenica - Panorama
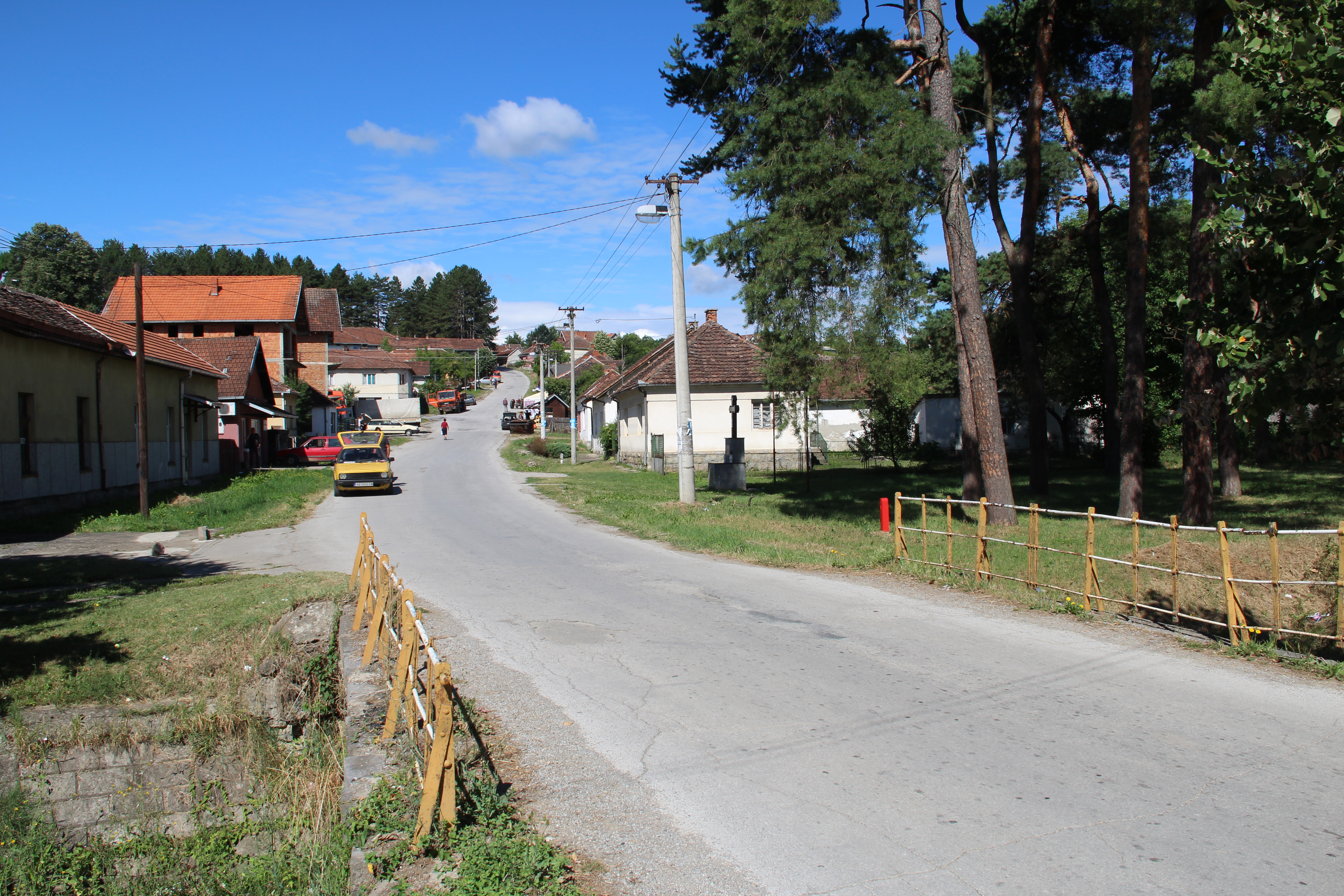
Valjevska Kamenica - Panorama
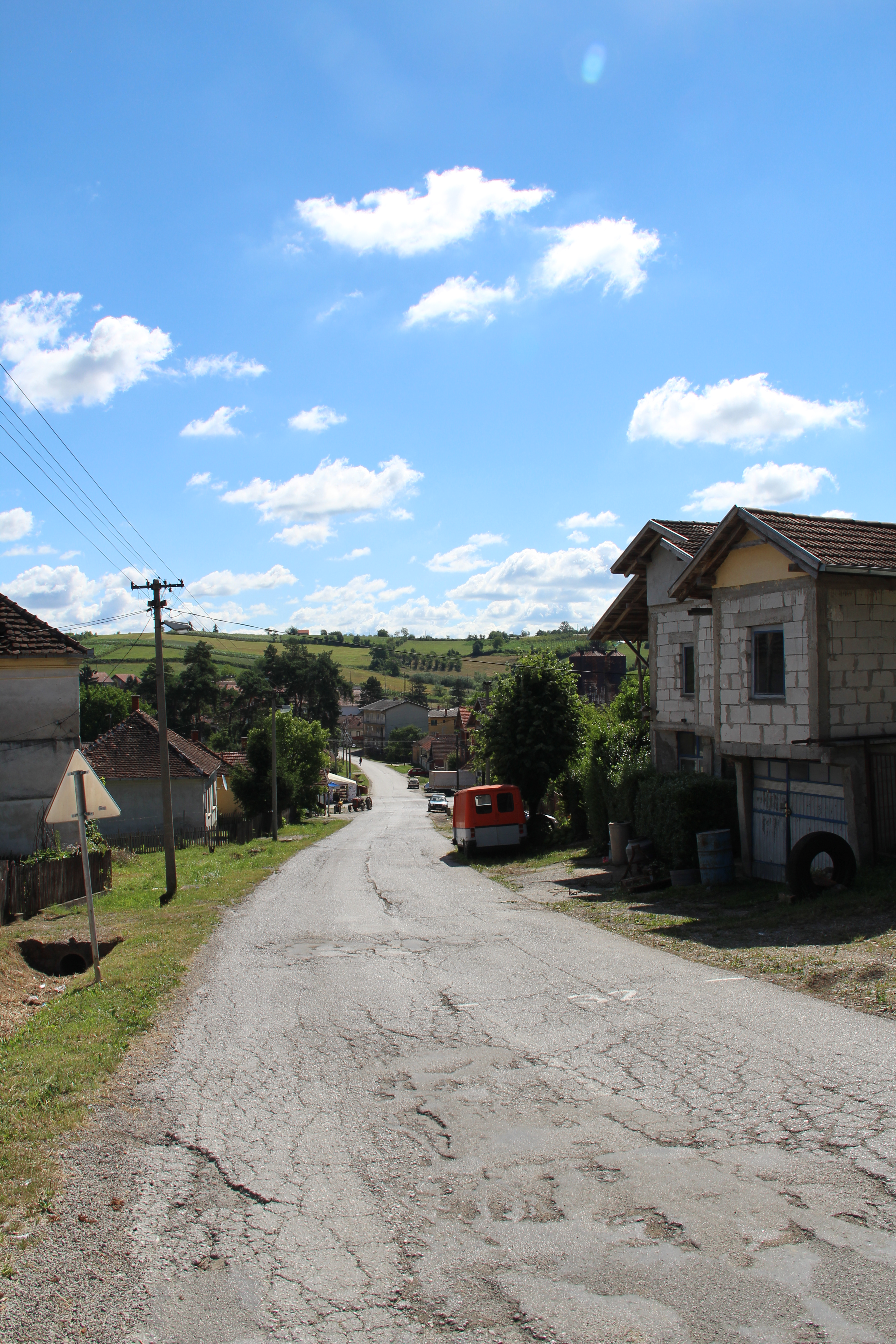
Valjevska Kamenica - Panorama
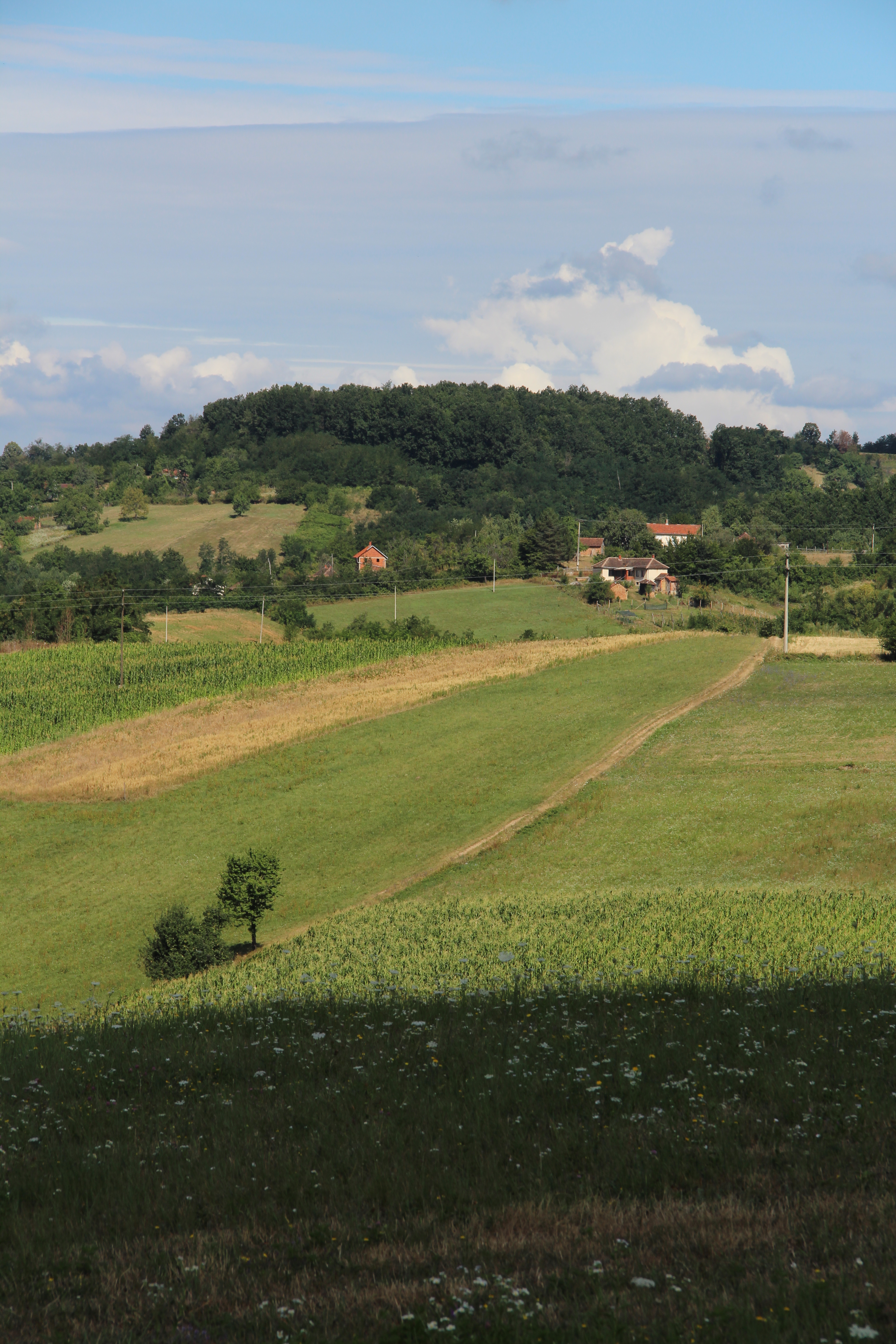
Valjevska Kamenica - Panorama
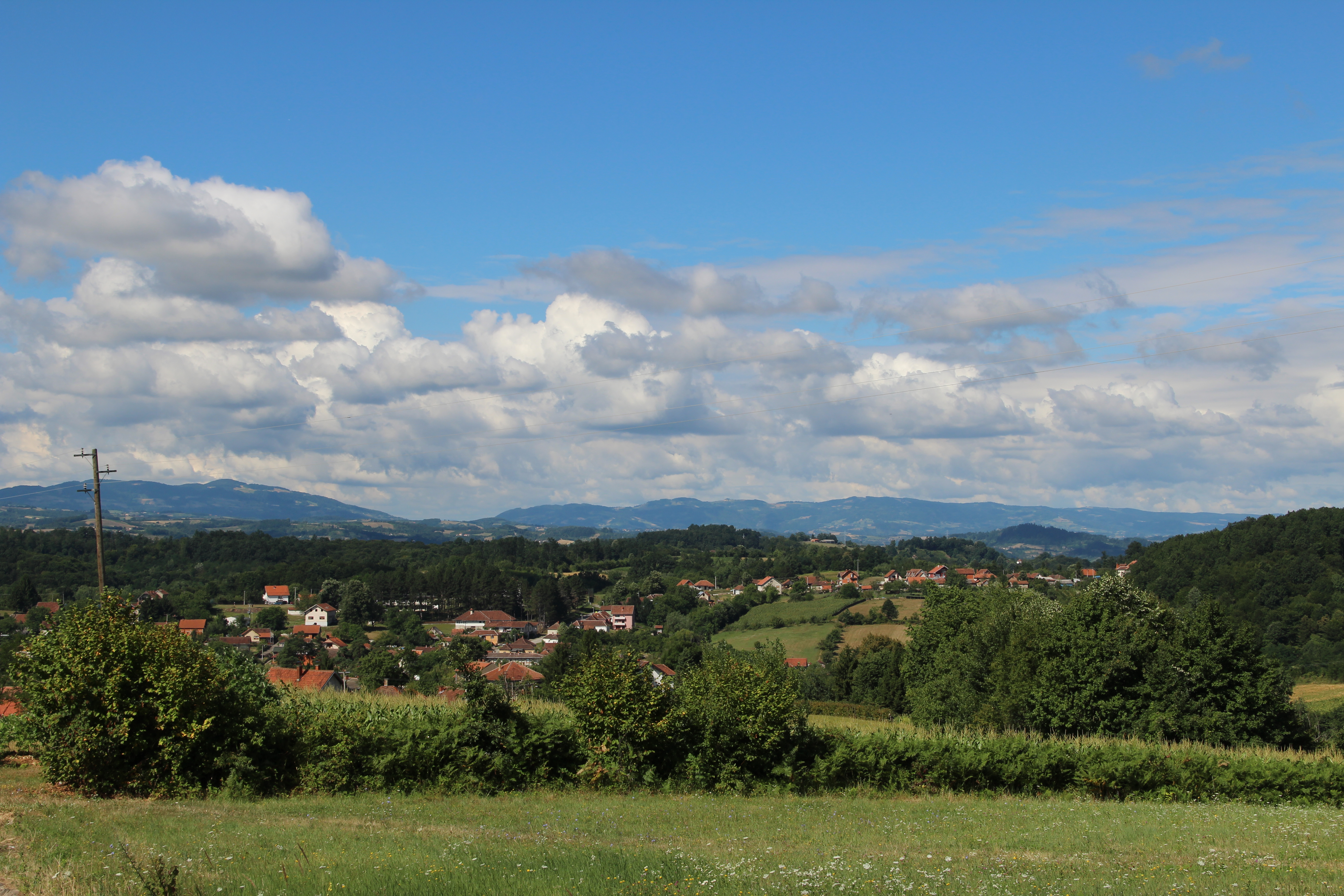
Valjevska Kamenica - Panorama
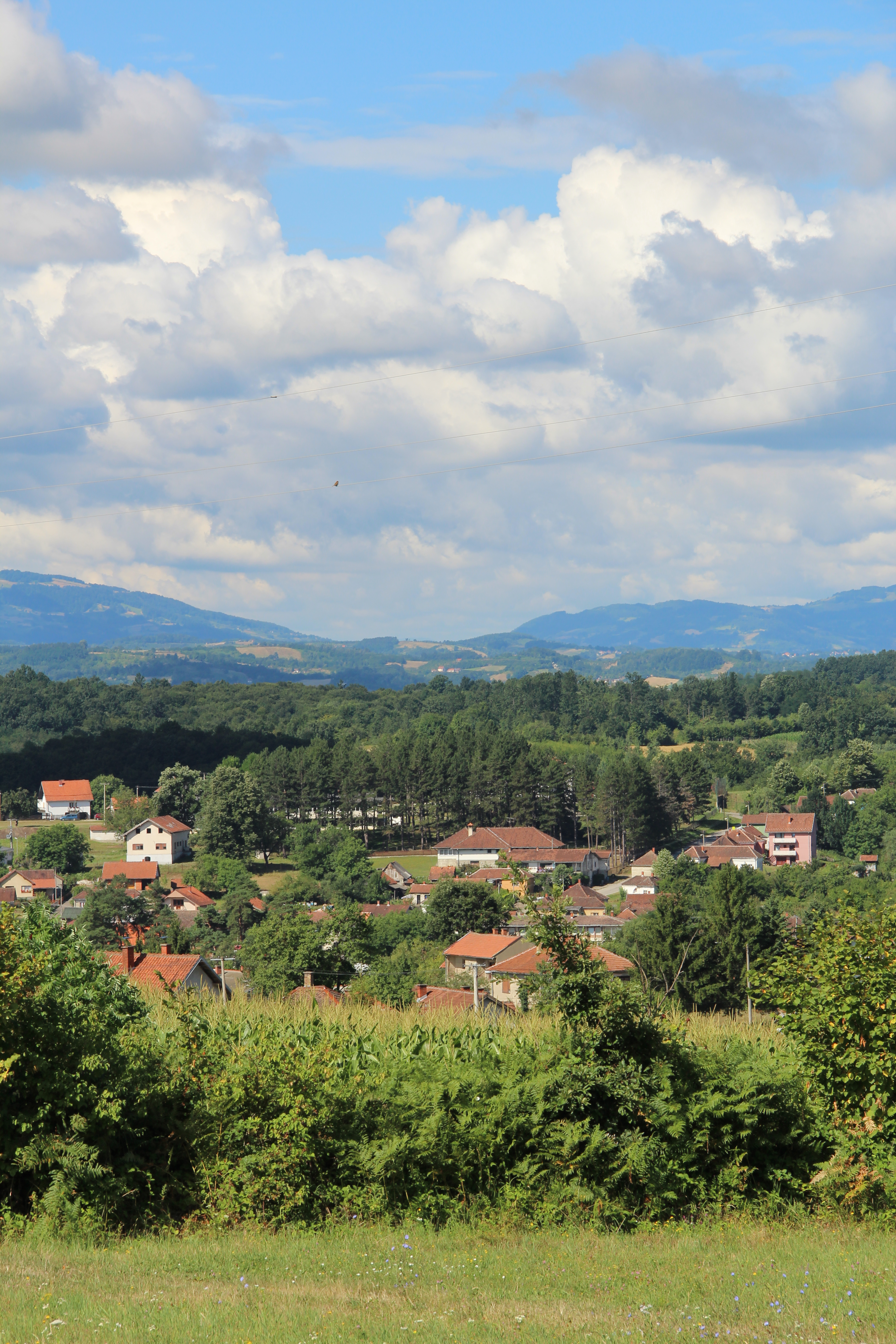
Valjevska Kamenica - Panorama
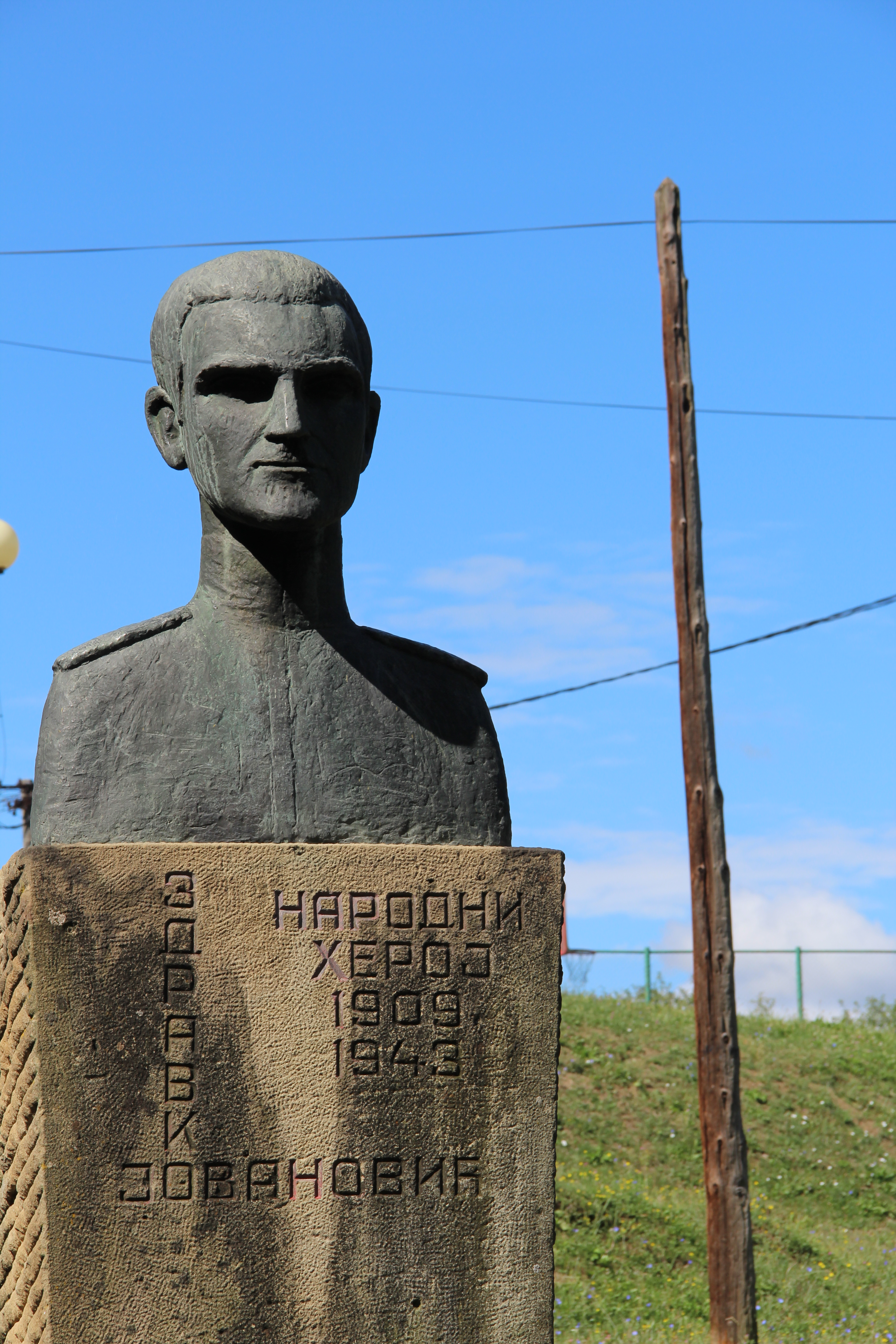
Valjevska Kamenica - Monument Zdravko Jovanovic (Vida Jocic)

## Demografia
| 1948  | 1953  | 1961  | 1971  | 1981  | 1991  | 2002  | 2011 |
| ----- | ----- | ----- | ----- | ----- | ----- | ----- | ---- |
| 1 534 | 1 546 | 1 632 | 1 443 | 1 371 | 1 131 | 1 005 | 866  |